# Весли Чапел (Флорида)
Весли Чапел (енгл. Wesley Chapel) насељено је место без административног статуса у америчкој савезној држави Флорида.

## Демографија
По попису из 2010. године број становника је 44.092, што је 38.401 (674,8%) становника више него 2000. године.
| Група             | 2000.         | 2010.          |
| Белци             | 4.208 (73,9%) | 26.741 (60,6%) |
| Афроамериканци    | 408 (7,2%)    | 5.023 (11,4%)  |
| Азијати           | 297 (5,2%)    | 2.524 (5,7%)   |
| Хиспаноамериканци | 675 (11,9%)   | 8.871 (20,1%)  |
| Укупно            | 5.691         | 44.092         |